# 蕲春站
蕲春站，位于中华人民共和国湖北省黄冈市蕲春县漕河镇，是京九铁路上的火车站，建于1996年，由武汉铁路局麻城车务段管辖。

## 歷史
- 建于1996年。

## 外部連結
- 中国铁路客户服务中心 （页面存档备份，存于）